# Áreas protegidas de Nueva Gales del Sur

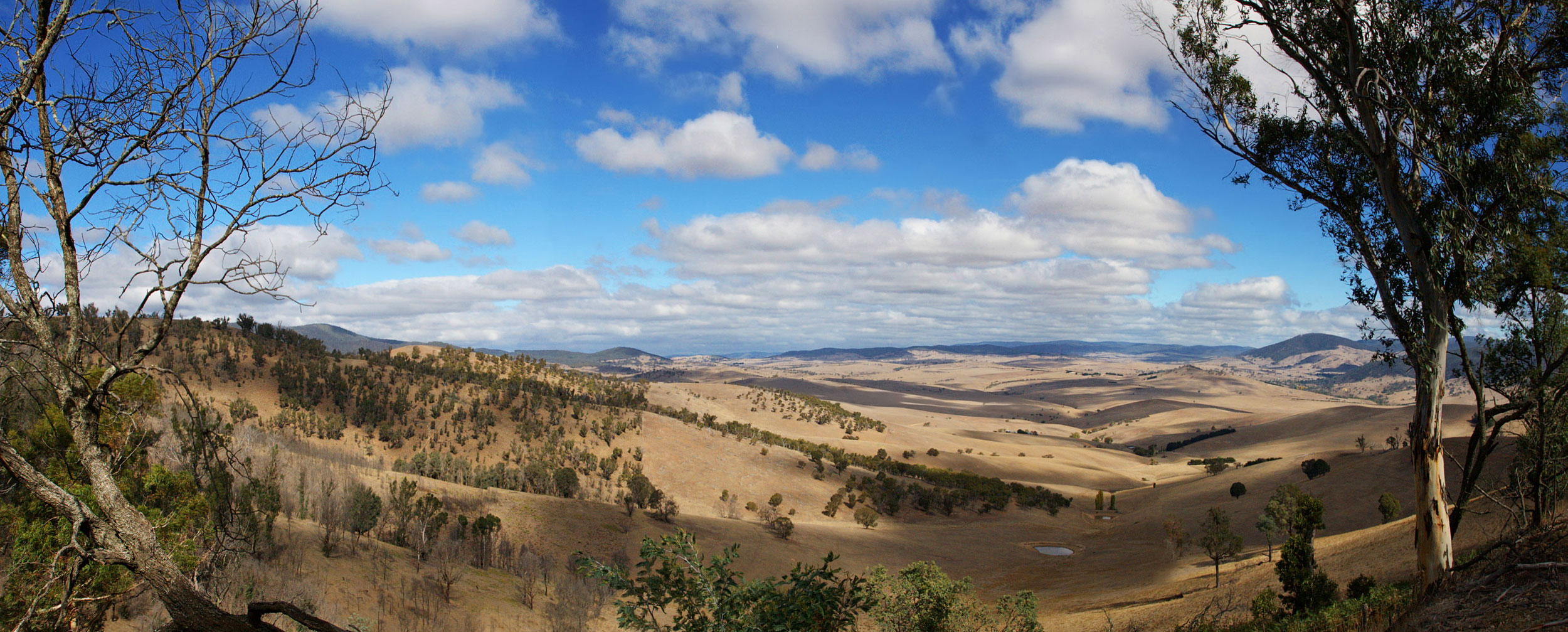
Panorama de MacMillans Miradero, Benambra, Australia.

Las áreas protegidas de Nueva Gales del Sur son el conjunto de áreas protegidas del estado australiano de Nueva Gales del Sur que incluyen tanto las áreas protegidas terrestres como las acuáticas. Al 30 de junio de 2010 había 776 áreas terrestres separadas protegidas con una superficie total de 6 641 256 ha (8,29% de la superficie del estado), de las que 189 eran parques nacionales, con un total de 5 045 422 ha. En esa misma fecha, había 18 zonas acuáticas protegidas con una superficie total de 347 087 ha.

## Parques nacionales
Los parques nacionales son gestionados por el Departamento del Ambiente y Conservación de Nueva Gales del Sur (National Parks and Wildlife Service), una agencia del Departamento de Medio Ambiente y Cambio Climático de Nueva Gales del Sur (Department of Environment and Climate Change).
NGS central
- Parque nacional Río Abercrombie
- Parque nacional Belford
- Parque nacional Cataract
- Parque nacional Cocoparra
- Parque nacional Conimbla
- Parque nacional Cumbres Coolah
- Parque nacional Goobang
- Parque nacional Río Goulburn
- Parque nacional Kalyarr
- Parque nacional Monte Kaputar
- Parque nacional Nangar
- Parque nacional Oolambeyan
- Parque nacional Timbarra
- Parque nacional Turon
- Parque nacional Warrumbungle
- Parque nacional Montañas Weddin

Hunter & Mid North Coast
- Parque nacional Bago Bluff
- Parque nacional Barakee
- Parque nacional Cumbres Barrington
- Parque nacional Río Bellinger
- Parque nacional Ben Halls Gap
- Parque nacional Bindarri
- Parque nacional Biriwal Bulga
- Parque nacional Bongil Bongil
- Parque nacional Booti Booti
- Parque nacional Cascada
- Parque nacional Coorabakh
- Parque nacional Bahía Crowdy
- Parque nacional Dooragan
- Parque nacional Dorrigo
- Parque nacional Dunggir
- Parque nacional Ghin-Doo-Ee
- Parque nacional Hat Head
- Parque nacional Junuy Juluum
- Parque nacional Kumbatine
- Parque nacional Maria
- Parque nacional Middle Brother
- Parque nacional Monte Real
- Parque nacional Lagos Myall
- Parque nacional Nymboi-Binderay
- Parque nacional Saltwater
- Parque nacional Tapin Tops
- Parque nacional Tomaree
- Parque nacional Towarri
- Parque nacional Ulidarra
- Parque nacional Wallarah
- Parque nacional Wallingat
- Parque nacional Watagans
- Parque nacional Willi Willi
- Parque nacional Woko
- Parque nacional Yarriabini

New England Tablelands
- Parque nacional Roca Bald
- Parque nacional Barool
- Parque nacional Pantano de la Cesta
- Parque nacional Boonoo Boonoo
- Parque nacional Butterleaf
- Parque nacional Capoompeta
- Parque nacional Carrai
- Parque nacional Roca Catedral
- Parque nacional Chaelundi
- Parque nacional Cottan-Bimbang
- Parque nacional Cunnawarra
- Parque nacional Montes Gibraltar
- Parque nacional Río Guy Fawkes
- Parque nacional Indwarra
- Parque nacional Kings Plains
- Parque nacional Kwiambal
- Parque nacional Golfo de Mummel
- Parque nacional Nueva Inglaterra
- Parque nacional Nowendoc
- Parque nacional Nymboida
- Parque nacional Ríos Salvajes de Oxley
- Parque nacional Single
- Parque nacional Warra
- Parque nacional Warrabah
- Parque nacional Washpool
- Parque nacional Werrikimbe

Northern Rivers
- Parque nacional Arakwal
- Parque nacional Montes de la Frontera
- Parque nacional Broadwater
- Parque nacional Bundjalung
- Parque nacional Bungawalbin
- Parque nacional Arroyo Fortis
- Parque nacional Goonengerry
- Parque nacional Koreelah
- Parque nacional Mallanganee
- Parque nacional Maryland
- Parque nacional Mebbin
- Parque nacional Mooball
- Parque nacional Monte Clunie
- Parque nacional Monte Jerusalén
- Parque nacional Monte Nothofagus
- Parque nacional Monte Pikapene
- Parque nacional Monte Advertencia
- Parque nacional Nightcap
- Parque nacional Ramornie
- Parque nacional Montañas Richmond
- Parque nacional Tooloom
- Parque nacional Toonumbar
- Parque nacional Wollumbin
- Parque nacional Yabbra
- Parque nacional Yuraygir

Outback NSW
- Parque nacional Culgoa
- Parque nacional Gundabooka
- Parque nacional Kinchega
- Parque nacional Acantilados Mallee
- Parque nacional Mungo
- Parque nacional Mutawintji
- Parque nacional Paroo-Darling
- Parque nacional Sturt
- Parque nacional Willandra

South Coast & Highlands
- Parque nacional Bangadilly
- Parque nacional Beowa
- Parque nacional Benambra
- Parque nacional Biamanga
- Parque nacional Bimberamala
- Parque nacional Bournda
- Parque nacional Brindabella
- Parque nacional Budawang
- Parque nacional Budderoo
- Parque nacional Bugong
- Parque nacional Río Clyde
- Parque nacional Conjola
- Parque nacional Deua
- Parque nacional Eurobodalla
- Parque nacional Gourock
- Parque nacional Gulaga
- Parque nacional Jerrawangala
- Parque nacional Bahía Jervis de Nueva Gales del Sur
- Parque nacional Kooraban
- Parque nacional Kosciuszko
- Parque nacional Livingstone
- Parque nacional Paso Macquarie
- Parque nacional Meroo
- Parque nacional Mimosa Rocks
- Parque nacional Minjary
- Parque nacional Monga
- Parque nacional Morton
- Parque nacional Monte Imlay
- Parque nacional Murramarang
- Parque nacional Seven Mile Beach
- Parque nacional Bosque del Sureste
- Parque nacional Tallaganda
- Parque nacional Río Tarlo
- Parque nacional Wadbilliga
- Parque nacional Woomargama
- Parque nacional Yanununbeyan

Sydney y sus alrededores
- Parque nacional Montañas Azules
- Parque nacional Kamay Bahía Botany
- Parque nacional Bouddi
- Parque nacional Agua de Brisbane
- Parque nacional Cattai
- Parque nacional Dharug
- Parque nacional Jardines de Piedra
- Parque nacional Garigal
- Parque nacional Río Georges
- Parque nacional Heathcote
- Parque nacional Kanangra-Boyd
- Parque nacional Ku-ring-gai Chase
- Parque nacional Lane Cove
- Parque nacional Marramarra
- Parque nacional Nattai
- Parque nacional Popran
- Parque nacional Real
- Parque nacional Scheyville
- Parque nacional Sydney Harbour
- Parque nacional Lagos Thirlmere
- Parque nacional Werakata
- Parque nacional Wollemi
- Parque nacional Wyrrabalong
- Parque nacional Yengo

## Reservas naturales
Las reservas naturales son administradas por el New South Wales Department of Environment and Conservation.
Central NSW
- Reserva natural Aberbaldie
- Reserva natural Arakoola
- Reserva natural Avisford
- Reserva natural Barton
- Reserva natural Binnaway
- Reserva natural Boomi
- Reserva natural Boomi West
- Reserva natural Boronga
- Reserva natural Brigalow Park
- Reserva natural Budelah
- Reserva natural Careunga
- Reserva natural Coolbaggie
- Reserva natural Copperhannia
- Reserva natural Dapper
- Reserva natural Donnybrook
- Reserva natural Dural
- Reserva natural Eugowra
- Reserva natural Freemantle
- Reserva natural Gamilaroi
- Reserva natural Girralang
- Reserva natural Kemps Creek
- Reserva natural Kirramingly
- Reserva natural Koorawatha
- Reserva natural Kuma
- Reserva natural Macquarie Marshes
- Reserva natural Midkin
- Reserva natural Munghorn Gap
- Reserva natural Narran Lake
- Reserva natural Pilliga
- Reserva natural Planchonella
- Reserva natural The Rock
- Reserva natural Tollingo
- Reserva natural Turallo
- Reserva natural Wambool
- Reserva natural Weetalibah
- Reserva natural Winburndale
- Reserva natural Woggoon
- Reserva natural Wongarbon
- Reserva natural Yaegl
- Reserva natural Yarringully

Hunter & Mid North Coast
- Reserva natural Awabakal
- Reserva natural Baalijin
- Reserva natural Back River
- Reserva natural Bandicoot Island
- Reserva natural Bird Island
- Reserva natural Bollanolla
- Reserva natural Boonanghi
- Reserva natural Boondelbah
- Reserva natural Boorganna
- Reserva natural Bowraville
- Reserva natural Bretti
- Reserva natural Brimbin
- Reserva natural Bugan
- Reserva natural Burning Mountain
- Reserva natural Bushy Island
- Reserva natural Camels Hump
- Reserva natural Camerons Gorge
- Reserva natural Cedar Brush
- Reserva natural Coocumbac Island
- Reserva natural Coolongolook
- Reserva natural Cooperabung Creek
- Reserva natural Coramba
- Reserva natural Corrie Island
- Reserva natural Coxcomb
- Reserva natural Darawank
- Reserva natural Fifes Knob
- Reserva natural Fishermans Bend
- Reserva natural Gads Sugarloaf
- Reserva natural Ganay
- Reserva natural Garby
- Reserva natural Goonook
- Reserva natural Hexham Swamp
- Reserva natural Jaaningga
- Reserva natural Jagun
- Reserva natural Jasper
- Reserva natural John Gould
- Reserva natural Juugawaarri
- Reserva natural Karuah
- Reserva natural Kattang
- Reserva natural Khappinghat
- Reserva natural Khatambuhl
- Reserva natural Killabakh
- Reserva natural Killarney
- Reserva natural Kooragang
- Reserva natural Koorebang
- Reserva natural Kororo
- Reserva natural Lake Innes
- Reserva natural Limeburners Creek
- Reserva natural Little Broughton Island
- Reserva natural Macquarie
- Reserva natural Mernot
- Reserva natural Mills Island
- Reserva natural Moffats Swamp
- Reserva natural Monkerai
- Reserva natural Monkeycot
- Reserva natural Moon Island
- Reserva natural Moonee Beach
- Reserva natural Mount Seaview
- Reserva natural Muttonbird Island
- Reserva natural Ngambaa
- Reserva natural North Rock
- Reserva natural One Tree Island
- Reserva natural Pambalong
- Reserva natural Pee Dee
- Reserva natural Pulbah Island
- Reserva natural Queens Lake
- Reserva natural Rawdon Creek
- Reserva natural Regatta Island
- Reserva natural Running Creek
- Reserva natural Sea Acres
- Reserva natural Seaham Swamp
- Reserva natural Seal Rocks
- Reserva natural Skillion
- Reserva natural Snapper Island
- Reserva natural Stormpetrel
- Reserva natural Talawahl
- Reserva natural The Castles
- Reserva natural The Glen
- Reserva natural Tilligerry
- Reserva natural Tingira Heights
- Reserva natural Tomalla
- Reserva natural Towibakh
- Reserva natural Valla
- Reserva natural Wallabadah
- Reserva natural Wallamba
- Reserva natural Wallaroo
- Reserva natural Wallis Island
- Reserva natural Weelah
- Reserva natural Willi Willi Caves
- Reserva natural Wingen Maid
- Reserva natural Wingham Brush
- Reserva natural Worimi
- Reserva natural Yahoo Island
- Reserva natural Yarravel
- Reserva natural Yessabah

New England Tablelands
- Reserva natural Bagul Waajaarr
- Reserva natural Bluff River
- Reserva natural Bolivia Hill
- Reserva natural Booroolong
- Reserva natural Burnt-Down Scrub
- Reserva natural Deer Vale
- Reserva natural Demon
- Reserva natural Duval
- Reserva natural Georges Creek
- Reserva natural Gibraltar
- Reserva natural Guy Fawkes River
- Reserva natural Imbota
- Reserva natural Ironbark
- Reserva natural Jobs Mountain
- Reserva natural Linton
- Reserva natural Little Llangothlin
- Reserva natural Mann River
- Reserva natural Melville Range
- Reserva natural Mother Of Ducks Lagoon
- Reserva natural Mount Hyland
- Reserva natural Mount Mackenzie
- Reserva natural Mount Yarrowyck
- Reserva natural Muldiva
- Reserva natural Ngulin
- Reserva natural Serpentine
- Reserva natural Severn River
- Reserva natural Stony Batter Creek
- Reserva natural The Basin
- Reserva natural Tuggolo Creek
- Reserva natural Watsons Creek
- Reserva natural Yina

Northern Rivers
- Reserva natural Andrew Johnston Big Scrub
- Reserva natural Ballina
- Reserva natural Banyabba
- Reserva natural Billinudgel
- Reserva natural Boatharbour
- Reserva natural Broken Head
- Reserva natural Brunswick Heads
- Reserva natural Bungabbee
- Reserva natural Bungawalbin
- Reserva natural Byrnes Scrub
- Reserva natural Captains Creek
- Reserva natural Chambigne
- Reserva natural Chapmans Peak
- Reserva natural Clarence Estuary
- Reserva natural Cook Island
- Reserva natural Couchy Creek
- Reserva natural Cudgen
- Reserva natural Cumbebin Swamp
- Reserva natural Davis Scrub
- Reserva natural Flaggy Creek
- Reserva natural Hattons Bluff
- Reserva natural Hayters Hill
- Reserva natural Hogarth Range
- Reserva natural Hortons Creek
- Reserva natural Iluka
- Reserva natural Inner Pocket
- Reserva natural Julian Rocks
- Reserva natural Koukandowie
- Reserva natural Limpinwood
- Reserva natural Little Pimlico Island
- Reserva natural Marshalls Creek
- Reserva natural Moore Park
- Reserva natural Mororo Creek
- Reserva natural Mount Neville
- Reserva natural Mount Nullum
- Reserva natural Muckleewee Mountain
- Reserva natural Munro Island
- Reserva natural North-West Solitary Island
- Reserva natural North Obelisk
- Reserva natural North Solitary Island
- Reserva natural Numinbah
- Reserva natural Richmond River
- Reserva natural Sherwood
- Reserva natural Snows Gully
- Reserva natural South West Solitary Island
- Reserva natural Split Solitary Island
- Reserva natural Stotts Island
- Reserva natural Susan Island
- Reserva natural Tabbimoble Swamp
- Reserva natural Tallawudjah
- Reserva natural Tuckean
- Reserva natural Tucki Tucki
- Reserva natural Tweed Estuary
- Reserva natural Tyagarah
- Reserva natural Ukerebagh
- Reserva natural Uralba
- Reserva natural Victoria Park
- Reserva natural Waragai Creek
- Reserva natural Wilson
- Reserva natural Woodford Island
- Reserva natural Wooyung

Outback NSW
- Reserva natural Big Bush
- Reserva natural Boginderra Hills
- Reserva natural Buddigower
- Reserva natural Cocopara
- Reserva natural Goonawarra
- Reserva natural Gubbata
- Reserva natural Ingalba
- Reserva natural Jerilderie
- Reserva natural Kajuligah
- Reserva natural Kemendok
- Reserva natural Lake Urana
- Reserva natural Langtree
- Reserva natural Ledknapper
- Reserva natural Loughnan
- Reserva natural Morrisons Lake
- Reserva natural Mutawintji
- Reserva natural Narrandera
- Reserva natural Nearie Lake
- Reserva natural Nocoleche
- Reserva natural Nombinnie
- Reserva natural Pucawan
- Reserva natural Pulletop
- Reserva natural Quanda
- Reserva natural Round Hill
- Reserva natural Tarawi
- Reserva natural The Charcoal Tank
- Reserva natural Yanga
- Reserva natural Yathong

South Coast & Highlands
- Reserva natural Araluen
- Reserva natural Badja Swamps
- Reserva natural Bamarang
- Reserva natural Barren Grounds
- Reserva natural Barrengarry
- Reserva natural Bees Nest
- Reserva natural Bell Bird Creek
- Reserva natural Belowla Island
- Reserva natural Bermaguee
- Reserva natural Bimberi
- Reserva natural Binjura
- Reserva natural Black Andrew
- Reserva natural Black Ash
- Reserva natural Bobundara
- Reserva natural Bogandyera
- Reserva natural Bondi Gulf
- Reserva natural Bournda
- Reserva natural Broulee Island
- Reserva natural Brundee Swamp
- Reserva natural Brush Island
- Reserva natural Burnt School
- Reserva natural Burra Creek
- Reserva natural Burrinjuck
- Reserva natural Cambewarra Range
- Reserva natural Cecil Hoskins
- Reserva natural Clarkes Hill
- Reserva natural Comerong Island
- Reserva natural Coolumbooka
- Reserva natural Coornartha
- Reserva natural Courabyra
- Reserva natural Cullendulla Creek
- Reserva natural Cuumbeun
- Reserva natural Dananbilla
- Reserva natural Dangelong
- Reserva natural Devils Glen
- Reserva natural Downfall
- Reserva natural Eagles Claw
- Reserva natural Egan Peaks
- Reserva natural Ellerslie
- Reserva natural Five Islands
- Reserva natural Flagstaff Memorial
- Reserva natural Good Good
- Reserva natural Goorooyarroo
- Reserva natural Gungewalla
- Reserva natural Hattons Corner
- Reserva natural Illawong
- Reserva natural Illunie
- Reserva natural Ironmungy
- Reserva natural Jerralong
- Reserva natural Jingellic
- Reserva natural Joadja
- Reserva natural Kangaroo River
- Reserva natural Kybeyan
- Reserva natural Meringo
- Reserva natural Merriangaah
- Reserva natural Montague Island
- Reserva natural Mount Clifford
- Reserva natural Mount Dowling
- Reserva natural Mudjarn
- Reserva natural Mullengandra
- Reserva natural Mundoonen
- Reserva natural Myalla
- Reserva natural Nadgee
- Reserva natural Nadgigomar
- Reserva natural Narrawallee Creek
- Reserva natural Nest Hill
- Reserva natural Ngadang
- Reserva natural Nimmo
- Reserva natural Numeralla
- Reserva natural Oak Creek
- Reserva natural Parma Creek
- Reserva natural Paupong
- Reserva natural Queanbeyan
- Reserva natural Quidong
- Reserva natural Razorback
- Reserva natural Robertson
- Reserva natural Rodway
- Reserva natural Saltwater Swamp
- Reserva natural Scabby Range
- Reserva natural Scott
- Reserva natural Stony Creek
- Reserva natural Strike-a-Light
- Reserva natural Tabletop
- Reserva natural Tapitallee
- Reserva natural Tinderry
- Reserva natural Tollgate Islands
- Reserva natural Triplarina
- Reserva natural Ulandra
- Reserva natural Undoo
- Reserva natural Wadjan
- Reserva natural Wanna Wanna
- Reserva natural Wee Jasper
- Reserva natural Wiesners Swamp
- Reserva natural Wogamia
- Reserva natural Wollondilly River
- Reserva natural Woollamia
- Reserva natural Worrigee
- Reserva natural Wullwye
- Reserva natural Yanununbeyan
- Reserva natural Yaouk
- Reserva natural Yatteyattah

Sydney & Surrounds
- Reserva natural Agnes Banks
- Reserva natural Berkeley
- Reserva natural Castlereagh
- Reserva natural Cockle Bay
- Reserva natural Dalrymple-Hay
- Reserva natural Dharawal
- Reserva natural Evans Crown
- Reserva natural Gulguer
- Reserva natural Lion Island
- Reserva natural Long Island
- Reserva natural Manobalai
- Reserva natural Mulgoa
- Reserva natural Muogamarra
- Reserva natural Newington
- Reserva natural Pelican Island
- Reserva natural Pitt Town
- Reserva natural Rileys Island
- Reserva natural Spectacle Island
- Reserva natural Towra Point
- Reserva natural Wallumatta
- Reserva natural Wamberal Lagoon
- Reserva natural Wambina
- Reserva natural Windsor Downs

## Áreas de Conservación Estatales
Anteriormente denominadas State Recreation Areas, son administradas por el Departamento Ambiental y de Conservación de Nueva Gales del Sur.
NGS Central
- Avondale
- Banyabba
- Berlang
- Bindarri
- Bundialung
- Carrai
- Cascade
- Chaelundi
- Chatsworth Hill
- Coneac
- Corymbia
- Cottan-Bimbang
- Curracabundi
- Currys Gap
- Frogs Hole
- Gurranang
- Río Guy Fawkes
- Jackywalbin
- Karuah State Conservation Area
- Kooyong State Conservation Area
- Kumbatine State Conservation Area
- Kybeyan State Conservation Area
- Laurence Road State Conservation Area
- Livingstone State Conservation Area
- Macanally State Conservation Area
- Majors Creek State Conservation Area
- Medowie State Conservation Area
- Mount Canobolas State Conservation Area
- Mullion Range State Conservation Area
- Mummel Gulf State Conservation Area
- Nymboi-Binderai State Conservation Area
- Nymboida State Conservation Area
- Oxley Wild Rivers State Conservation Area
- Polblue State Conservation Area
- Talawahl State Conservation Area
- Tallaganda State Conservation Area
- The Cells State Conservation Area
- Toonumbar State Conservation Area
- Washpool State Conservation Area
- Wereboldera State Conservation Area
- Wombat Creek State Conservation Area
- Yarringully State Conservation Area
- Yurammie State Conservation Area
- Yuraygir State Conservation Area

Hunter y Costa Mid North
- Arakoon State Conservation Area
- Barrington Tops State Conservation Area
- Black Bulga State Conservation Area
- Copeland Tops State Conservation Area
- Glenrock State Conservation Area
- Gumbaynggirr State Conservation Area
- Queens Lake State Conservation Area

New England Tablelands
- Butterleaf State Conservation Area
- Mount Hyland State Conservation Area
- Torrington State Conservation Area

Northern Rivers
- Cape Byron State Conservation Area
- Whian Whian State Conservation Area
- Wollumbin State Conservation Area

Outback NGS
- Gundabooka State Conservation Area
- Nombinnie State Conservation Area
- Paroo-Darling State Conservation Area

Costa Sur y Tierras Altas
- Bargo State Conservation Area
- Barnunj State Conservation Area
- Brindabella State Conservation Area
- Bungonia State Conservation Area
- Colymea State Conservation Area
- Corramy State Conservation Area
- Illawarra Escarpment State Conservation Area
- Macquarie Pass State Conservation Area
- Morton State Conservation Area
- Tumbalong State Conservation Area
- Yanununbeyan State Conservation Area

Sídney y alrededores
- Bents Basin State Conservation Area
- Burragorang State Conservation Area
- Dharawal State Conservation Area
- Garawarra State Conservation Area
- Georges River State Conservation Area
- Jilliby State Conservation Area
- Lake Macquarie State Conservation Area
- Munmorah State Conservation Area
- Nattai State Conservation Area
- Parr State Conservation Area
- Yerranderie State Conservation Area

## Parques regionales
Regional Parks are managed by the New South Wales Department of Environment and Conservation.
Hunter & Mid North Coast
- Coffs Coast Regional Park

South Coast & Highlands
- Bomaderry Creek Regional Park

Sydney & Surrounds
- Berowra Valley Regional Park
- Leacock Regional Park
- Parramatta River Regional Park
- Penrith Lakes Regional Park
- Rouse Hill Regional Park
- Western Sydney Regional Park
- William Howe Regional Park
- Wolli Creek Regional Park
- Yellomundee Regional Park

## Áreas Aborígenes
Las Áreas de los Aborígenes son administradas por las Comunidades Aborígenes Locales y el Departamento de Medioambiente y Conservación de Nueva Gales del Sur.
Hunter y Costa Norte
- Nambucca Aboriginal Area
- Nunguu Mirral Aboriginal Area

Mesetas de Nueva Inglaterra
- Stonewoman Aboriginal Area

Ríos del norte
- Lennox Head Aboriginal Area

Despoblados de NGS'
- Pindera Downs Aboriginal Area

Costa Sur y Highlands
- Murramarang Aboriginal Area

Sídney y alrededores
- Appletree Aboriginal Area
- Finchley Aboriginal Area
- Howe Aboriginal Area
- Mooney Mooney Aboriginal Area
- Mount Kuring-gai Aboriginal Area

## Sitios Históricos
A number of Historic Sites are managed by the New South Wales Department of Environment and Conservation. Other historic sites in the state are managed by the New South Wales Historic Houses Trust.
Central NSW
- Hill End Historic Site
- Innes Ruins Historic Site
- Koonadan Historic Site
- Maynggu Ganai Historic Site
- Yuranighs Aboriginal Grave Historic Site

Hunter & Mid North Coast
- Clybucca Historic Site

Northern Rivers
- Tweed Heads Historic Site

Outback NSW
- Mount Grenfell Historic Site
- Mutawintji Historic Site

South Coast & Highlands
- Davidson Whaling Station Historic Site
- Throsby Park Historic Site

Sydney & Surrounds
- Cadmans Cottage Historic Site
- Hartley Historic Site
- Maroota Historic Site
- Wisemans Ferry Historic Site

## Parques del Estado
Los Parques Estatales los maneja New South Wales Department of Lands.
- Coffs Coast State Park
- Burrinjuck Waters State Park
- Copeton Waters State Park
- Grabine Lakeside State Park
- Killalea State Park
- Lake Burrendong State Park
- Lake Glenbawn State Park
- Lake Keepit State Park
- Wyangala Waters State Park

## Parques Marinos
Los Parques Marinos los maneja New South Wales Marine Parks Authority.
- Cape Byron Marine Park
- Jervis Bay Marine Park
- Lord Howe Island Marine Park
- Solitary Islands Marine Park

## Reservas Acuáticas
Las Reservas Acuáticas las administra el Departamento de Industrias Primarias de Nueva Gales del Sur.
- Cook Island Aquatic Reserve, Tweed Heads
- Fly Point-Halifax Park Aquatic Reserve, Port Stephens
- Barrenjoey Head Aquatic Reserve, Río Hawkesbury
- Narrabeen Head Aquatic Reserve
- Long Reef Aquatic Reserve
- Cabbage Tree Bay Aquatic Reserve, Manly
- North Harbour Aquatic Reserve, Sídney
- Bronte-Coogee Aquatic Reserve
- Cape Banks Aquatic Reserve, La Perouse
- Boat Harbour Aquatic Reserve, Kurnell
- Towra Point Aquatic Reserve, Bahía de Botany
- Shiprock Aquatic Reserve, Port Hacking
- Bushrangers Bay Aquatic Reserve, Shell Harbour

## Reservas Karst Conservation
Las cuatro Reservas Kársticas son administradas por "Jenolan Caves Reserve Trust".
- Cuevas de Abercrombie
- Cuevas de Borenore
- Cuevas de Jenolan
- Cuevas de Wombeyan